# Krysa dinagatská
Krysa dinagatská (Crateromys australis) z rodu Crateromys je jeden z největších myšovitých hlodavců. Patří do skupiny obláčkových krys, které žijí jen na Filipínách. Má hnědou barvu a bílý konec ocasu. I s ocasem měří 55 cm.
Její jediný exemplář byl popsán v roce 1975 na severu ostrova Dinagat; od té doby po ní marně pátrala řada vědeckých expedic, a proto byla považována za vyhynulou. Teprve v lednu 2012 se tuto krysu podařilo vyfotografovat a natočit českým badatelům Václavu a Miladě Řehákovým.